# Michiel Gerritsen
Michiel Gerritsen (Heerenveen, 29 november 1980) is een Nederlands voormalig korfballer. Hij werd 3 maal verkozen tot Korfballer van het Jaar.

## Carrière
Gerritsen begon met korfbal bij Blauw-Wit (H). Na een kort avontuur bij AKC Blauw-Wit kwam hij uiteindelijk terecht bij Nic..

## Erelijst
- Talent van het jaar Korfbal League, 2003
- Korfballer van het Jaar, 3x (2004, 2007, 2008)
- Topscorer Korfbal League, 2008

## Onderscheidingen
- Ereteken KNKV, 2005
- Bondsspeld KNKV, 2012

## Oranje
Gerritsen speelde 47 officiële interlands namens het Nederlands korfbalteam.
Van deze 47 speelde hij er 1 op het veld en 46 in de zaal.

## Coach
Na zijn carrière als speler werd Gerritsen coach. Hij was van 2012 t/m 2014 assistent hoofdcoach bij Nic..
In 2014 werd Gerritsen assistent van Gerald Aukes bij DVO. Zij werden beiden in begin 2017 ontslagen vanwege tegenvallende prestaties.